# Comuna Stamboliiski, Plovdiv
Stamboliiski (în bulgară Стамболийски) este o comună în regiunea Plovdiv, Bulgaria, formată din orașul Stamboliiski și satele Ioakim Gruevo, Kurtovo Konare, Novo Selo și Trivodiți. 

## Demografie
Componența etnică a comunei Stamboliiski
     Romi (7,79%)
     Turci (1,85%)
     Bulgari (85,4%)
     Nicio identificare (4,72%)
     Altele (0,21%)
La recensământul din 2011, populația comunei Stamboliiski era de 20.771 locuitori. Din punct de vedere etnic, majoritatea locuitorilor (85,4%) erau bulgari, existând și minorități de romi (7,79%) și turci (1,85%). Pentru 4,72% din locuitori nu este cunoscută apartenența etnică.